# Vladimir Dachkevitch
Vladimir Sergueïevitch Dachkevitch (en russe : Влади́мир Серге́евич Дашке́вич), né à Moscou le 20 janvier 1934, est un compositeur de musique de films soviétique, puis russe.

## Biographie
Il devient membre de l'Union des compositeurs soviétiques en 1965.